# Dumbrava (Nușeni), Bistrița-Năsăud
Dumbrava este un sat în comuna Nușeni din județul Bistrița-Năsăud, Transilvania, România.

## Demografie
Componența etnică a cătunului Dumbrava
     Maghiari (54,4%)
     Români (45,6%)
La recensământul din 2002 populația cătunului era de 57 de locuitori , dintre care : 31 Maghiari și 26 Români .